# Olaus Åkerman
Olaus Agraeus Åkerman, född 12 mars 1629 i Västeråkers socken, död 8 februari 1678 i Uppsala, var en svensk professor i juridik och rektor för Uppsala universitet.
Olaus Åkerman var son till Johannes Olai Medelpadius som var kyrkoherde i Västeråker och Dalby församlingar, och hans hustru Cecilia Persdotter Cassiopaea. Olaus, hans bror Claudius och hans syster antog släktnamnet Åkerman.
Åkerman disputerade vid Uppsala universitet 1654 för Emund Gripenhielm med Discursus politicus de triplici ingeniorum varietate. 1665 utsågs Åkerman till juris professor vid Uppsala universitet, men avled redan 1678. 1670 tillträdde Johannes Gartman som juris professor på regeringens initiativ, och han tog då svensk rätt medan Åkerman tog hand om den romerska rätten. Åkerman var i sin vetenskapliga hållning historiskt inriktad.
I Kungliga bibliotekets katalog finns två avhandlingar som Åkerman är preses för, Laurentius Svanhals Jus hospitii cum consensu (1669) och Johannes Montins De tutelis (1673).
Åren 1667–1678 var Åkerman inspektor för Göteborgs nation, den förste att utses till det uppdraget. Han var universitetets rektor 1668.
Olaus Åkerman gifte sig 1675 med Catharina Lithman, dotter till professor Carolus Lithman, tillhörande Bureätten och ättling till flera ärkebiskopar.